# Ibon Koteron
Ibon Koteron, född 5 januari 1967 i Bilbao, är en baskisk musiker och lärare som spelar alboka.
Koteron har en utbildning från Universidad de Deusto. År 1987  lärde han att spela alboka och gaita och började undervisa andra. Han har utvecklat ett multimediaprogram för att lära andra spela alboka och arbetar också som lärare i filosofi på gymnasiet. I samband med sitt arbete för att bevara albokan har han skivit ett stort antal artiklar och utbildat många moderna albokaspelare.
Tillsammans med den baskiska dragspelaren Kepa Junkera spelade han in skivan Leonen Orroak (lejonets vrål) år 1997.  Paret har också arrangerat festivaler i Artea och Bilbao till ära för de traditionella akbokaspelarna Leon Bilbao (1916–1990) och Silbestre Elezkano "Txilibrin" (1912–2003).
På albumet Airea (luften) från 2004 samarbetar Koteron med folkmusiker från Irland, Albanien, Korsika och Finland.